# Parlement écossais
VIe législature
Bâtiment du Parlement écossais
Le Parlement écossais (en anglais : Scottish Parliament ; en gaélique écossais : Pàrlamaid na h-Alba ; en scots : Scots Pairlament) est la législature dévolue monocamérale d'Écosse, siégeant dans le quartier de Holyrood à Édimbourg, la capitale du pays. Le Parlement, auquel on se réfère souvent par le terme de Holyrood, regroupe 129 membres élus démocratiquement pour un mandat de quatre ans, suivant un système mixte, alliant un scrutin majoritaire uninominal et une proportionnelle par compensation. Ainsi, 73 sont élus dans une circonscription par suffrage uninominal à un tour, et les 56 autres le sont à la proportionnelle dans huit régions électorales (7 par région).
À l'origine, le Parlement d'Écosse (ou « États d'Écosse ») constituait la législature du royaume d'Écosse, alors indépendant. Créé au XIIIe siècle, il a disparu lorsque le royaume d'Écosse a fusionné avec le royaume d'Angleterre pour former le royaume de Grande-Bretagne selon les termes de l'acte d'Union de 1707. Cette fusion des royaumes est accompagnée d'une fusion du Parlement écossais avec celui d'Angleterre pour former le Parlement britannique, qui siège au palais de Westminster, à Londres.
À la suite du référendum de 1997, par lequel les électeurs citoyens du Commonwealth établis en Écosse ont approuvé le projet de dévolution, le parlement actuel est établi en 1998 par le Scotland Act 1998, qui lui donne certains pouvoirs  auparavant détenus par le parlement britannique. Cette loi délimite les compétences exclusives retenues par le Parlement du Royaume-Uni, les autres étant dévolues au parlement écossais . Le Parlement britannique reste le Parlement central, gardant le droit d'amender certaines lois du Parlement écossais, de réduire le champ de ses domaines de compétence voire de le supprimer. Le nouveau Parlement se réunit pour la première fois le 12 mai 1999, alors que son lieu officiel de réunion n'est inauguré qu'en 2004 par la reine Élisabeth II. En 2012, le Parlement britannique adopte le Scotland Act, qui donne au Parlement écossais le pouvoir de modifier l'impôt sur le revenu en Écosse.

## Histoire
Avant l'acte d'Union de 1707, l'Écosse disposait d'un Parlement indépendant, exerçant une législature propre. Lors des négociations qui précèdent l'union, les Écossais proposent initialement de garder un parlement dévolu à celui de Grande-Bretagne, mais cette proposition est refusée par les négociateurs anglais.

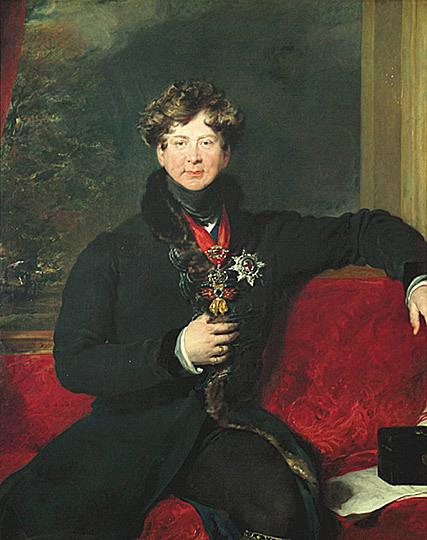
Portrait de George IV réalisé par Thomas Lawrence vers 1822.

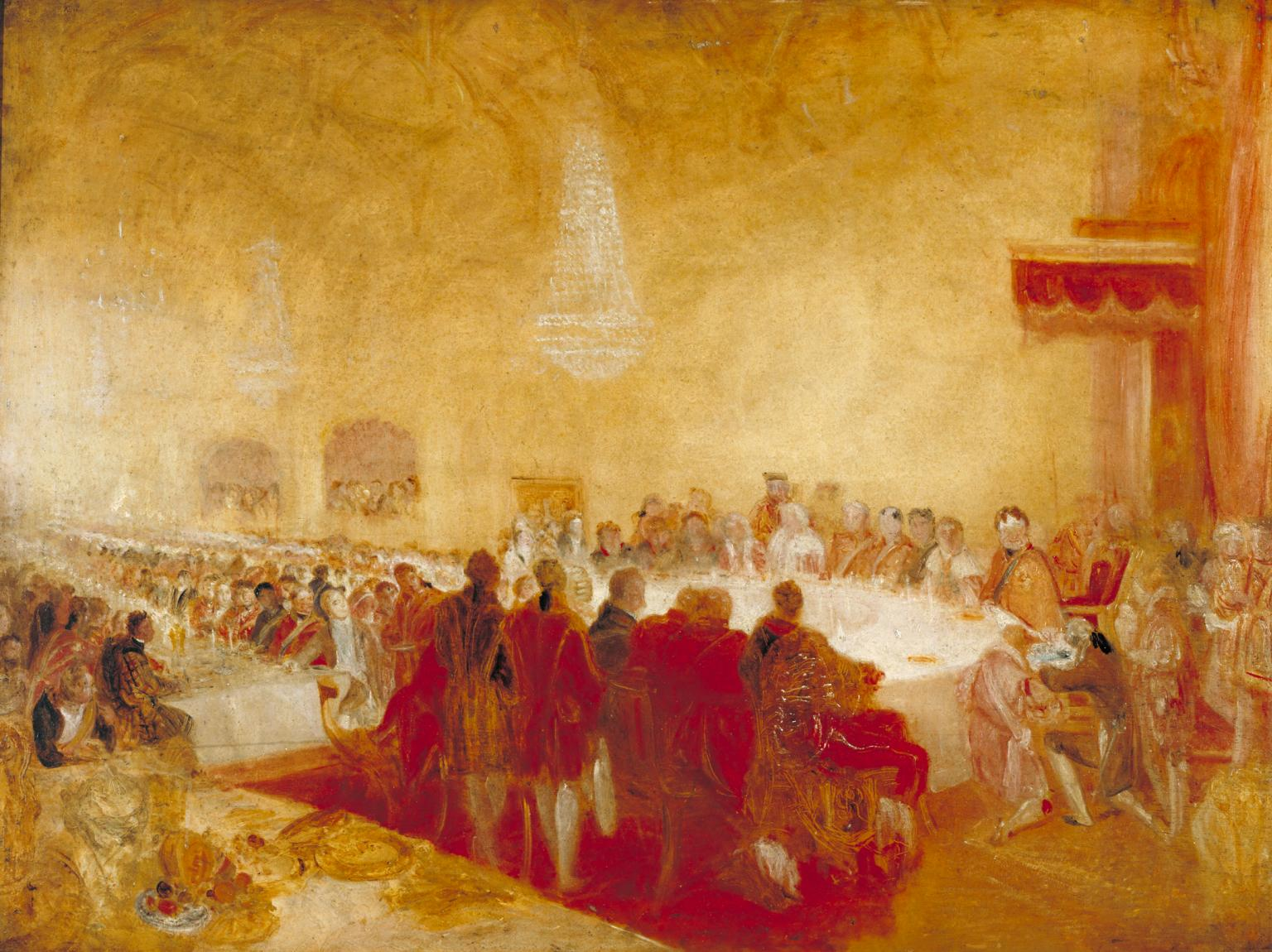
George IV au banquet du prévôt,
Parlement d'Édimbourg
inachevé
William Turner, 1822
Tate Britain, Londres

Le bâtiment de l'ancien parlement est utilisé pour des réceptions officielles telles que celle de George IV qui visita Édimbourg en 1822. Son voyage en Écosse fut organisé par Walter Scott, et fut le premier effectué par un monarque depuis Charles Ier d'Angleterre au XVIIe siècle. Elle fut immortalisée par William Turner dans une toile inachevée conservée à la Tate Britain de Londres.
Durant les trois siècles qui suivent, l'Écosse est directement gouvernée par le Parlement britannique, à Westminster, et l'absence d'un parlement écossais reste un élément marquant de l'identité nationale écossaise. Des négociations concernant la création d'un Parlement dévolu au Parlement britannique commencent en 1914 mais sont rapidement laissées de côté à la suite de l'éclatement de la Première Guerre mondiale. Une forte montée du nationalisme dans les années 1960 abreuve les revendications pour un Parlement dévolu ou même la complète indépendance du pays, et force le gouvernement du travailliste Harold Wilson à charger la commission Kilbrandon de considérer la constitution britannique en 1969. Un des principaux objectifs de cette commission est d'examiner les voies par lesquelles l'Écosse peut acquérir un peu plus d'indépendance, tout en restant intégrée au Royaume-Uni. Kilbrandon publie son rapport en 1973 en recommandant l'établissement d'une Assemblée écossaise (en) pour s'occuper des affaires propres aux Écossais.
Pendant ce temps, la découverte de pétrole en mer du Nord et la campagne « It's Scotland's oil (en) » menée par le Parti national écossais (SNP) résulte en une montée en force de l'idée d'une Écosse indépendante, et en un soutien accru pour ce parti indépendantiste. Le parti déclare que les revenus du pétrole ne sont pas aussi bénéfiques qu'ils le devraient pour l'Écosse. Ces évènements conduisent le Premier ministre du Royaume-Uni, Wilson, à proposer à son gouvernement la création d'une législature en Écosse en 1974. Toutefois, ce n'est pas avant 1978 que les propositions finales d'une assemblée écossaise sont étudiées par le Parlement britannique. Le Scotland Act (en) de 1978 prévoit donc qu'une assemblée écossaise élue sera installée à Édimbourg si la population s'exprime dans ce sens au cours d'un référendum prévu le 1er mars 1979. Le référendum de 1979 est un échec, car bien que 52 % des votants s'expriment en faveur de l'assemblée, la faible participation de 32,9 % a fait que la part de la population à s'être exprimée en faveur de la loi n'a pas atteint le minimum de 40 %, nécessaire pour que la mesure soit entérinée.
Au cours des années 1980 et 1990, la volonté de voir renaître un Parlement écossais se fait de plus en plus forte, en partie car le gouvernement du Royaume-Uni est contrôlé à ce moment par le Parti conservateur, tandis que l'Écosse a élu très peu de membres du parlement issu de ce parti. À la suite de la défaite du référendum de 1979, une campagne pour une assemblée écossaise est initiée, et ce groupe de pression conduit à la Convention constitutionnelle écossaise (en) de 1989, à laquelle diverses organisations, partis politiques et représentants d'entreprises locales prennent part. En publiant son plan pour une nouvelle assemblée en 1995, cette Convention a donné la plupart des bases quant à la structure du futur Parlement.
La création d'un Parlement écossais fait partie du programme du Parti travailliste qui reprend le pouvoir en mai 1997 avec à sa tête Tony Blair . En septembre 1997, un référendum voit l'établissement d'un Parlement écossais dépendant du Parlement britannique accepté par la majorité de la population écossaise. Une élection se tient le 6 mai 1999 et, le 1er juillet de cette même année, Westminster transfère une partie de ses pouvoirs à cette nouvelle assemblée.

## Bâtiment

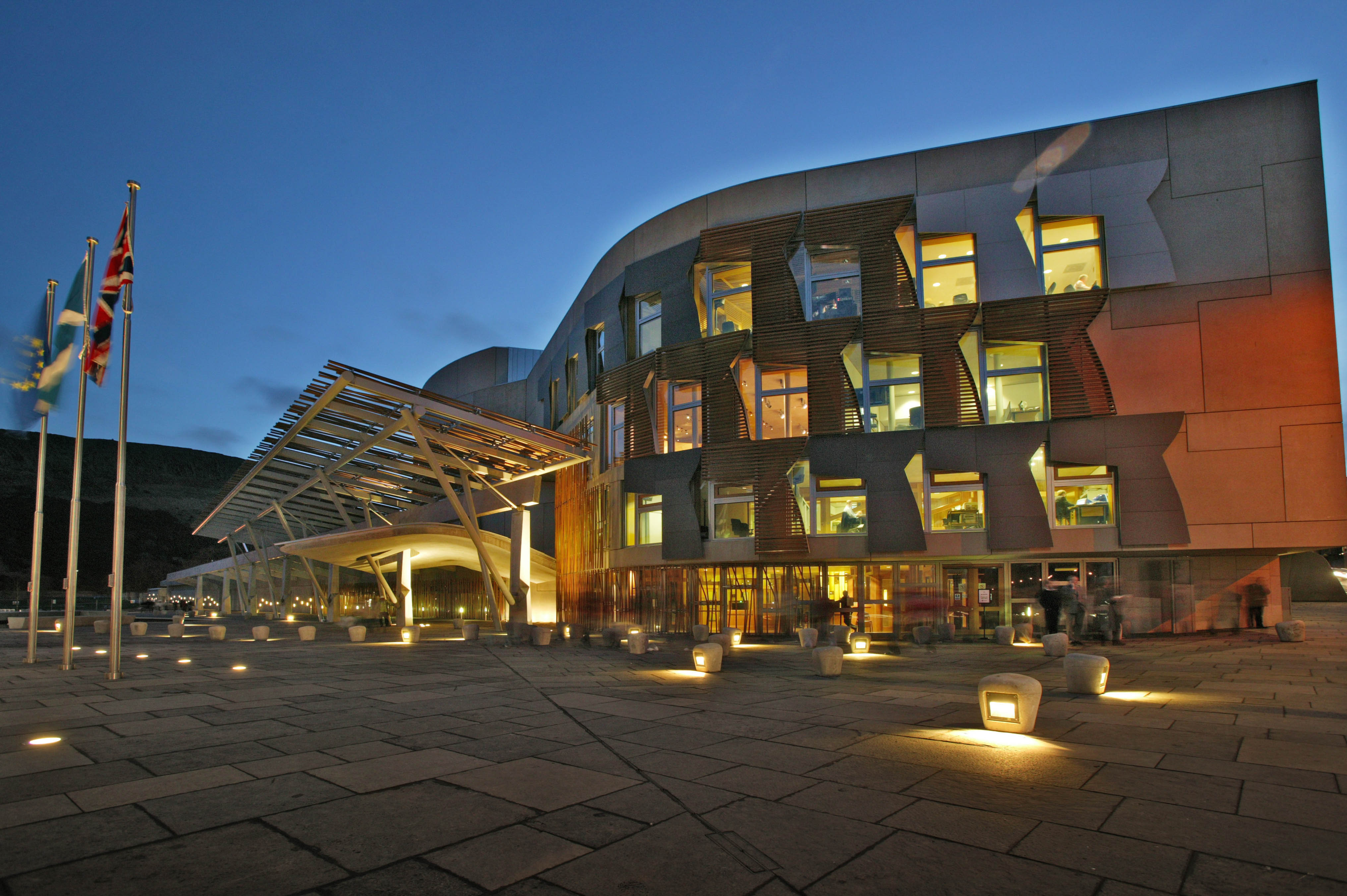
Entrée du Parlement écossais.

Depuis septembre 2005, le siège officiel du Parlement écossais se situe dans le quartier d'Holyrood à Édimbourg. Ce bâtiment, dessiné par l'architecte catalan Enric Miralles, dont les principales caractéristiques sont ces bâtiments en forme de feuilles, une partie de toit enherbé qui se termine dans le parc avoisinant et des murs de gabion bâtis avec les pierres du bâtiment précédent. À travers le bâtiment on trouve des motifs répétés, par exemple des formes basée sur The Skating Minister d'Henry Raeburn. La reine Élisabeth II a inauguré le bâtiment le 9 octobre 2004.
En mars 2006, un pan de toit du bâtiment d'Holyrood glisse de son support et se retrouve suspendu derrière les bancs de derrière au cours d'un débat. À la suite de cet incident la chambre de débat est fermée, et les membres du Parlement sont déplacés vers The Hub (en) pour une semaine, tandis que des inspections ont lieu. Durant les réparations toutes les affaires de la chambre sont transférées vers la committee room.
Contrairement à la disposition en usage dans la plupart des pays anglo-saxons (système de Westminster) la salle des séances est disposée en hémicycle comme dans la majorité des parlements au monde, et non dans une salle rectangulaire.
En novembre 2008, des internautes l'élisent comme le huitième édifice le plus laid au monde.

### Siège temporaire (1999–2004)
Pendant que le bâtiment permanent était en construction, le Parlement siège temporairement dans l'édifice de l'assemblée générale (en) de l'Église d'Écosse à Royal Mile à Édimbourg. Des photographies officielles et interviews télévisées se sont tenues dans la cour proche de l'Assembly Hall, qui fait partie du New College (en), le séminaire de l'université d'Édimbourg. Ce bâtiment doit être vidé à deux reprises pour permettre l'assemblée générale de l'Église d'Écosse (en). En mai 2000, le Parlement est temporairement déplacé vers la chambre de débat du conseil régional de Strathclyde à Glasgow, et à l'université d'Aberdeen en mai 2002.
En plus de l'édifice de l'assemblée générale, le Parlement a également utilisé d'autres bâtiments loués au Conseil de la Cité d'Édimbourg (en). Le bâtiment administratif d'origine du conseil régional des Lothian sur le pont George IV (en) est utilisé comme bureaux par les membres du Parlement. À la suite du transfert vers Holyrood en 2004 ce bâtiment est démoli. Les bâtiments du Midlothian County Buildings faisant face au Parliament Square, à High Street et au pont George IV à Édimbourg (originellement construit comme siège du Midlothian County Council) abrite la boutique est le centre réservé aux visiteurs, tandis que le hall principal est utilisé comme principale chambre des débats.

## Les officiels
Après chaque élection au Parlement écossais, au début de chaque session parlementaire, le Parlement élit un de ses membres comme Président du Parlement écossais (actuellement Ken Macintosh (en)), et deux membres comme Vice-Présidents (actuellement Elaine Smith et John Scott). Le Président du Parlement et les Vice-Présidents sont élus lors d'un vote à bulletin secret auquel participent les 129 membres. Le rôle de Président du Parlement consiste principalement à présider les délibérations de la chambre et du bureau du Parlement. Lorsqu'il préside les réunions du Parlement, le Président du Parlement et ses Vice-Présidents doivent être impartiaux politiquement. Durant les débats, le Président du Parlement (ou le Vice-Président) est assisté par des clercs parlementaires, qui le conseillent sur la façon d'interpréter le droit parlementaire qui régit le déroulement des réunions. Un clerc chargé des votes est assis en face du Président du Parlement et gère le matériel de vote électronique et l'horloge de la chambre.
En tant que membre du corps administratif du parlement écossais (en), le Président du Parlement est chargé de s'assurer que le Parlement dispose du personnel, du matériel et des ressources nécessaires à son bon fonctionnement. Il est également du ressort du Président de convoquer le Bureau Parlementaire, qui gère l'agenda de travail de la chambre. Suivant le règlement du Parlement (Standing Orders of the Parliament), le Bureau est composé du Président du Parlement et d'un représentant de chaque parti politique ayant cinq sièges ou plus au Parlement. Parmi les devoirs du Bureau figurent l'adoption de l'emploi du temps de travail de la chambre ; l'établissement du nombre, des attributions et de la composition des comités parlementaires et la régulation de l'adoption des lois au Parlement. Le Président du Parlement représente également officiellement le Parlement écossais en Écosse comme à l'étranger.
Le Président du Parlement contrôle les débats en donnant la parole aux membres. Si un membre pense qu'une règle doit être outrepassée, il peut demander un « point of order », à partir duquel le Président du Parlement va prendre une décision et établir une règle qui ne sera pas sujette à débat. Le Président du Parlement peut également sanctionner les membres qui ne respectent pas les règles du Parlement.
Au sein du gouvernement écossais, c'est le ministre des relations avec le Parlement (actuellement Joe FitzPatrick) qui est chargé de diriger le travail exécutif du Parlement. Le ministre est nommé par le Premier ministre d'Écosse et est un Junior Minister au sein du gouvernement écossais, ne disposant pas de cabinet.

## Chambre parlementaire

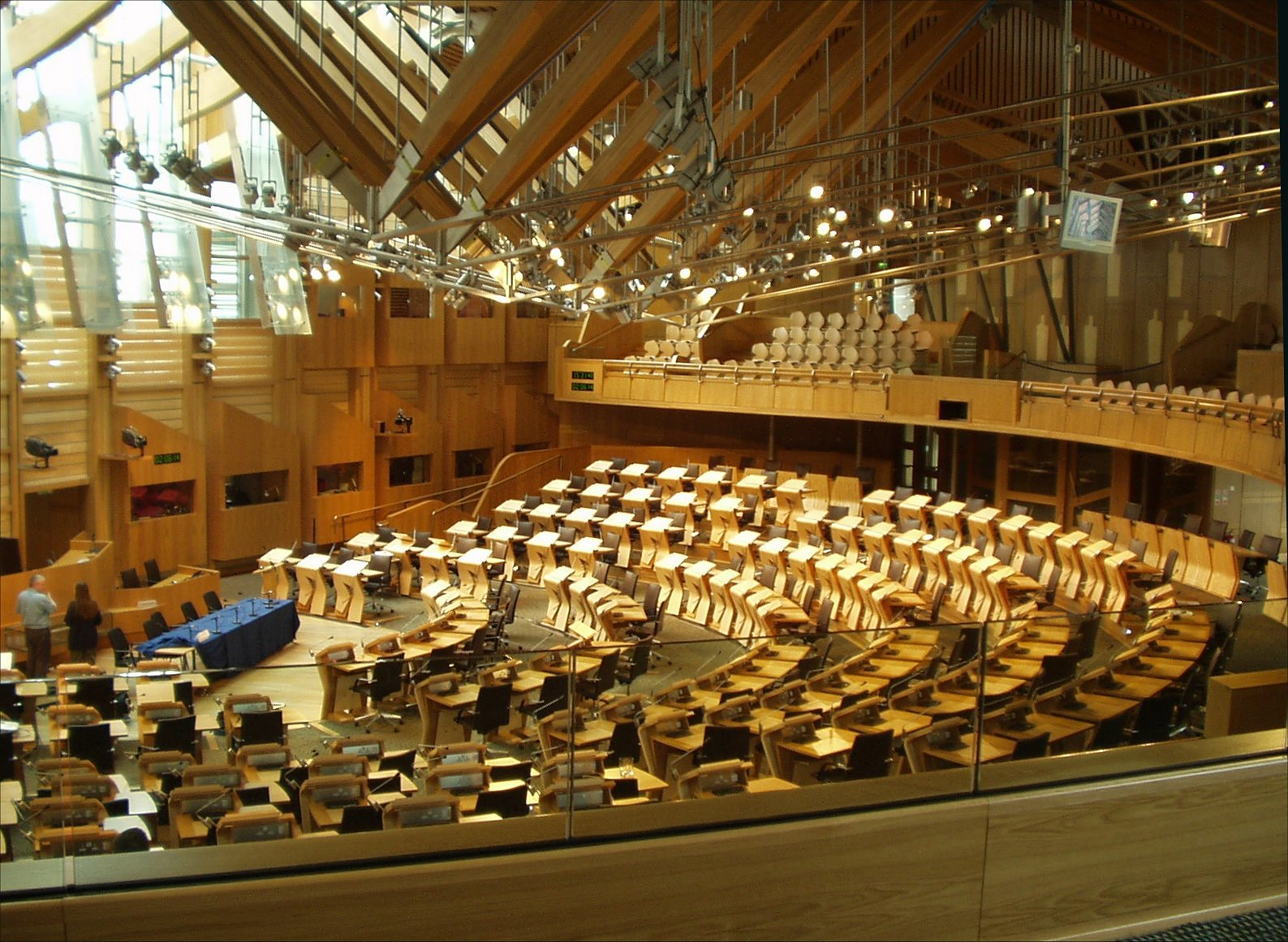
La chambre des débats est arrangée en hémicycle, les ministres s'asseyant au premier rang, directement en face du Presiding Officer et des clercs parlementaires.

La chambre des débats du Parlement écossais dispose de sièges installés de manière à former un hémicycle, ce qui reflète le désir d'encourager les consensus entre les membres élus. La chambre comporte 131 sièges, dont 129 sont occupés par les membres du Parlement, et les deux autres par les Scottish Law Officers - le Lord Advocate et l'Avocat général pour l'Écosse, qui ne sont pas des membres élus du Parlement mais dépendent du gouvernement écossais. Ces Law Officers peuvent s'exprimer de la même manière que les autres membres durant les débats, mais, n'étant pas élus par le peuple, n'ont pas le droit de voter. Les membres peuvent s'asseoir où bon leur semble dans la chambre, mais se regroupent généralement par partis politiques. Le Premier Ministre, les ministres et les Law Officers sont assis au premier rang, dans la partie centrale de l'hémicycle, avec les partis opposés de chaque côté. Le Presiding Officer, les clercs parlementaires et les autres officiels sont assis en face de l'hémicycle.
Juste en face du bureau du Presiding Officer se trouve la masse cérémonielle, qui est en argent et incrustée d'or issu des rivières écossaises. On peut y lire les mots gravés Wisdom, Compassion, Justice et Integrity (Sagesse, Compassion, Justice et Intégrité). Par ailleurs, les mots There shall be a Scottish Parliament (il doit y avoir un Parlement écossais), qui sont les premiers mots du Scotland Act, sont inscrits autour de la tête du marteau, qui a un rôle purement cérémoniel lors des réunions du Parlement, renforçant son autorité et sa capacité à légiférer. Présentée au Parlement écossais par la Reine lors de son ouverture officielle en juillet 1999, la masse est placée dans une case en verre, suspendue au couvercle. Au début de chaque séance parlementaire, le couvercle est tourné de façon que la masse se retrouve contre la glace, symbolisant qu'une séance a actuellement lieu.

## Fonctionnement

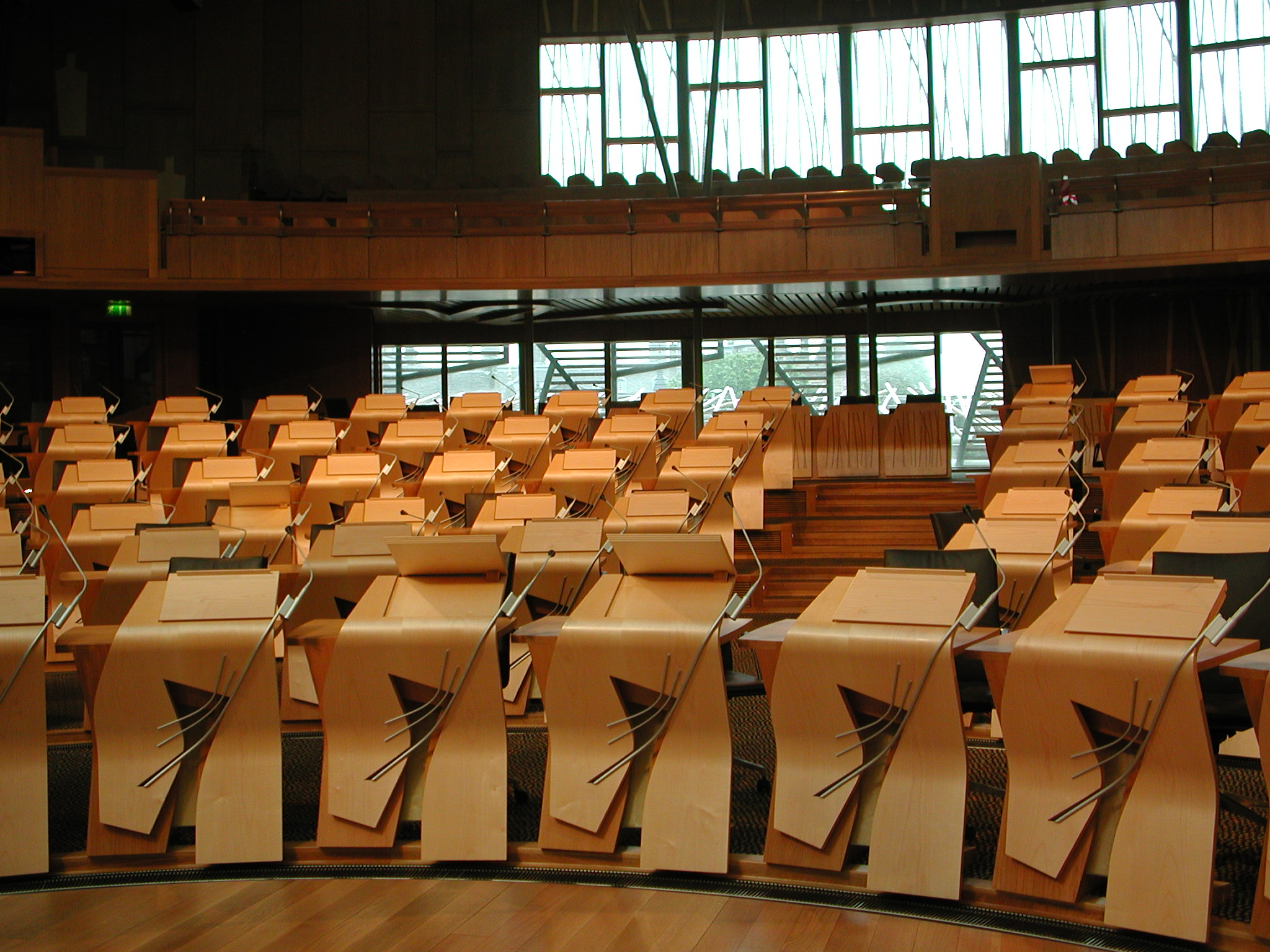
Les bureaux des membres du Parlement disposent de tout l'équipement électronique nécessaire pour voter. Les votes se tiennent les jours de séance à 17 h.

Le Parlement se réunit traditionnellement les mardi, mercredi et jeudi, de début janvier à fin juin, et de début septembre à mi-décembre, avec deux semaines de vacances parlementaires en avril et en octobre. Les séances plénières ont lieu le mercredi après-midi de 14 h à 18 h et le jeudi de 9 h 15 à 18 h. Les débats sont ouverts au public. L'entrée est gratuite, mais il est recommandé de réserver du fait du nombre de places limité. Les réunions sont diffusées sur la chaîne parlementaire Holyrood.tv et sur le canal parlementaire de la BBC : BBC Parliament. Les débats sont également retranscrits par écrit et consultables sous forme imprimée ou en ligne dans l'Official Report, et forment une retranscription mot pour mot des débats parlementaires.
Le mercredi, les séances commencent généralement par le « Time for Reflection », au cours duquel une personne s'adresse aux membres pendant moins de quatre minutes, et donne des perspectives sur la foi. Ce système contraste avec le style plus officiel des Prayers, qui lancent les débats à la Chambre des communes. Les personnes qui s'expriment viennent de toute l'Écosse et sont choisies afin de représenter de manière équitable les divers courants religieux du pays, suivant le recensement écossais. Les invitations à venir s'adresser au Parlement de cette manière sont gérées par le Président du Parlement, sur conseil du bureau parlementaire. Les groupes de foi peuvent directement demander au Président du Parlement pour nommer des speakers.
Le Président du Parlement (ou le Président du Vice-Président du Parlement) décide de qui parle lors des débats et du temps qui lui est alloué pour s'exprimer. Normalement, il essaie de trouver un équilibre entre les différents points de vue et partis politiques lorsqu'il choisit les membres qui s'exprimeront. Généralement les ministres ou chefs des partis ouvrent les débats et disposent de 5 à 20 minutes pour exposer leur point de vue, puis les orateurs suivants disposent de moins de temps. Le président du Parlement peut réduire le temps alloué à chaque personne si de nombreux membres souhaitent participer au débat. Les débats sont un peu moins formels que dans d'autres systèmes parlementaires. Les membres s'interpellent directement par leur nom, et il est autorisé d'applaudir. Les débats sont normalement en anglais, mais les membres peuvent utiliser l'écossais ou le gaélique sur autorisation du Président du Parlement. Le Parlement écossais a parfois vu des débats se tenir entièrement en gaélique.
Chaque jour de séance, vers dix-sept heures, les membres statuent sur toutes les motions et les amendements qui ont été abordés dans la journée. Ce moment, appelé « Decision Time », est indiqué par une sonnerie, que l'on peut entendre dans tout le campus parlementaire et qui alerte les membres qui ne se trouvent pas dans la chambre de la rejoindre rapidement pour voter. Puis, le Président du Parlement énumère un par un les motions ou amendements concernés, demandant après chacun « Are we all agrees? » (« Sommes nous tous d'accord? »), question à laquelle la chambre vote d'abord oralement. S'il y a des désaccords audibles, le Président du Parlement annonce « There will be a division » (« Il semble qu'il y ait une division ») et les membres votent par l'intermédiaire des consoles électroniques situées sur leur bureau. Chaque membre a une carte d'accès unique avec une puce électronique qui, quand elle est insérée dans la console, les identifie et les autorise à voter. Ainsi, le résultat du vote est connu en quelques secondes.
Le résultat de la plupart des votes est prévisible, car les membres reçoivent des instructions de la part de leurs partis politiques concernant leur vote. Les partis chargent certains membres, que l'on connait comme les whip, de s'assurer que tous les membres ont bien suivi la ligne du parti. En général les membres suivent les instructions données par leur parti, notamment s'ils souhaitent monter les échelons au sein de celui-ci. Des membres qui s'écartent des lignes directrices peuvent se voir retirer leur statut de candidat officiel de ce parti pour les campagnes futures, et peuvent même dans certains cas en être radiés. Ainsi, comme c'est le cas dans de nombreux parlements, l'indépendance des membres du Parlement écossais est peu importante, et les dissidences de membres en désaccord avec leur parti sont rares. Dans certaines circonstances, les partis ne donnent pas d'instructions de vote, autorisant les membres à voter comme bon leur semble. C'est typiquement le cas pour des sujets d'ordre éthique.
Juste après le Decision Time se tient le « Members Debate », qui dure 45 minutes. Les membres débattent alors sur une motion qui n'est pas proposée par le gouvernement écossais mais par un autre parlementaire. Ces débats concernent généralement des sujets très particuliers tenant à cœur à un membre du Parlement, ou des évènements passés ou à venir, auxquels on ne prend pas le temps de se consacrer lors des débats officiels. Le ministre dont le champ d'intervention correspond au sujet débattu anime le débat en prenant la parole après chaque intervention.

## Commissions
La majeure partie du travail réalisée par le Parlement écossais se fait en commission. Leur rôle est plus important que dans d'autres systèmes parlementaires, en renforçant notamment le rôle que peuvent avoir les membres n'ayant pas d'autres fonctions officielles que celle de député, et pour compenser le fait qu'il n'y a pas d'autre chambre pour réviser les conclusions du Parlement. Les commissions sont principalement chargées de mener des enquêtes, vérifier la législation et faire part de leurs remarques au gouvernement. Les commissions se réunissent le mardi et le mercredi matin. Elles peuvent se réunir dans des lieux autres que le Parlement un peu partout en Écosse.
Les commissions regroupent un petit nombre de membres, en conservant le même équilibre que pour le Parlement dans son ensemble quant à la représentation de chacun des partis. Il y a différentes commissions avec chacune ses fonctions spécifiques. Les commissions mandataires sont sous les ordres du Parlement écossais qui gère leur fonctionnement. Les commissions mandataires actuelles du Parlement écossais sont : audit public; égalité des chances; relations externes et européennes; finances; pétitions publiques; standards, procédures et nominations publiques; et législation subordonnée.
Les commissions de sujets sont établies au début de chaque session parlementaire, et une nouvelle fois leur composition reflète celle du Parlement. Généralement chaque commission correspond à un ministère du gouvernement écossais. Les commissions de sujets actuelles sont : Énergie et tourisme; éducation, formation continue et culture; santé et sport; justice; gouvernance locale et communautés; affaires rurales et environnement; plan de pension des parlementaires écossais; et transport, infrastructures et changement climatique.
Un autre type de commission existe, chargé d'examiner les projets de loi privé (en) soumis au gouvernement par des personnes extérieures au Parlement et au gouvernement. Ces projets de loi parlent généralement de projet de développement à long terme concernant par exemple certaines infrastructures qui requièrent l'utilisation de terres et de propriétés. Des commissions de ce genre ont été mises en place pour considérer le développement de certaines infrastructures telles que le Tramway d'Édimbourg, la GARL (en), la ligne Airdrie-Bathgate (en) et les extensions de la Galerie nationale d'Écosse.

## Fonctions législatives

### Constitution et pouvoirs
Le Scotland Act 1998, qui passe devant le Parlement du Royaume-Uni et sanctionné par Élisabeth II le 2 novembre 1998, délimite les fonctions et le rôle du Parlement écossais, ainsi que ses compétences législatives. Concernant la souveraineté parlementaire, le Parlement du Royaume-Uni à Londres continue de constituer la législature suprême du pays. Toutefois, en vertu du Scotland Act, Westminster accepte de déléguer une partie de ses responsabilités concernant la politique domestique de l'Écosse au nouveau Parlement. Ces sujets incluent l'éducation, la santé, l'agriculture et la justice. Le Scotland Act permet au Parlement écossais de voter des lois sur ces thèmes. Le Parlement du Royaume-Uni conserve un certain degré d'implication dans la politique domestique de l'Écosse et toute la politique étrangère reste de son ressort. Le Parlement écossais peut faire passer des lois et a un pouvoir restreint sur les impôts.
Concrètement, les sujets sur lesquels le Parlement écossais peut intervenir sont ceux qui ne sont pas explicitement notés dans le paragraphe 5 du Scotland Act comme réservés au Parlement du Royaume-Uni. Ces sujets comprennent principalement :
- Pêche
- Agriculture
- Développement économique
- Éducation
- Environnement
- Normes alimentaires
- Santé
- Affaires locales
- Tribunaux écossais
- Police et pompiers
- Collectivités locales
- Sport et Culture
- Transports
- Formation professionnelle
- Tourisme
- Recherche et statistiques
- Œuvres sociales[46].

Le Parlement écossais peut légèrement modifier l'impôt sur le revenu en Écosse.
Les sujets qui échappent à la compétence du Parlement écossais et qui sont du ressort de Westminster sont notamment :
- Audiovisuel
- Administration centrale
- Marché commun pour les biens et services britanniques
- Questions constitutionnelles
- Énergie
- Défense et Sécurité nationale
- Médicaments
- Politique étrangère et européenne
- Grande partie des transports
- Loterie nationale
- Protection des frontières
- Sécurité sociale
- Système fiscal
- Système économique et monétaire[46].

La population peut prendre part de deux manières à la vie du Parlement : par le biais du système des pétitions publiques et à travers les groupes de travail sur des thèmes particuliers auxquels peuvent participer les personnes intéressées, avec les membres du Parlement. Le Parlement peut débattre de tout sujet, même ceux réservés à Westminster, mais il ne peut légiférer en dehors de son champ de compétences législatives.

### Propositions de loi

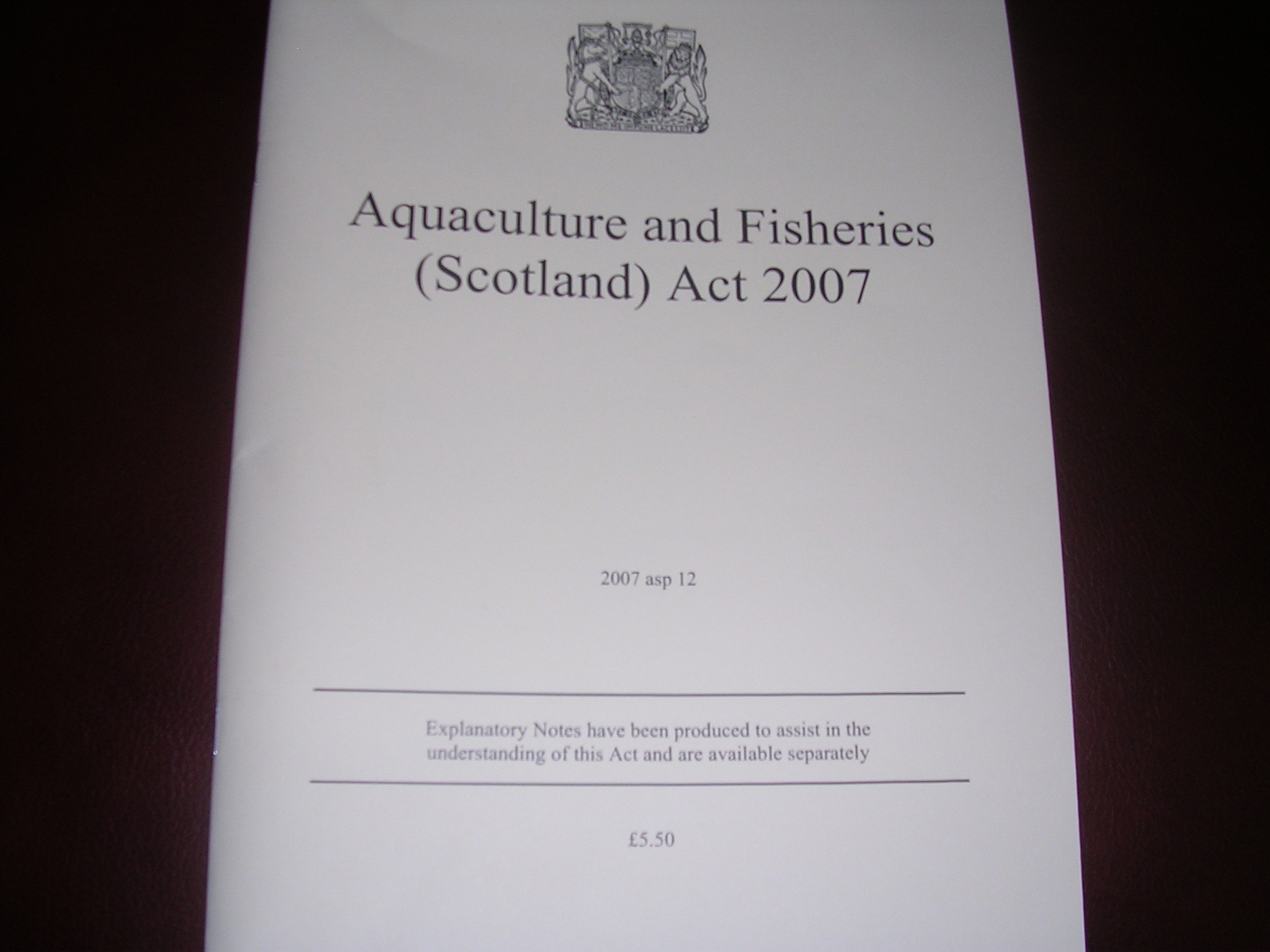
Après qu'une proposition de loi a passé toutes les étapes législatives, elle devient une loi écossaise.

Pour les domaines dans lesquels le Parlement écossais a le droit de statuer, le processus législatif commence par une proposition de loi (bill en anglais) qui est présentée au Parlement.
Ces propositions peuvent provenir de diverses sources. Tout d'abord, le gouvernement écossais peut proposer de nouvelles lois ou des amendements à des lois déjà existantes. Une commission du Parlement peut également proposer un texte sur le domaine la concernant. Enfin, tout membre du Parlement peut proposer une loi à titre personnel, comme peut le faire tout citoyen par le biais des propositions de loi privatives. La plupart des propositions qui parviennent au Parlement proviennent des ministres du gouvernement. Elles doivent ensuite passer par diverses étapes successives :
L'étape 1 est la première pour une proposition de loi. C'est là que le ministre ou le membre chargé de la proposition va officiellement la présenter devant le Parlement, avec les documents l'accompagnant - les notes exploratoires, un mémorandum politique expliquant la politique sous-jacente à la loi, et un mémorandum financier répertoriant les coûts et économies associés à cette loi. Le président du Parlement (Presiding Officer) et le membre chargé de la proposition doivent également bien justifier que cette loi entre bien dans les compétences législatives du Parlement. Cette première étape a généralement lieu initialement au sein de la commission dont relève la loi en question, avant d'être soumise au Parlement entier pour un débat poussé sur les principes généraux de la loi. Si le Parlement se montre totalement favorable à cette loi lors d'un vote concernant ces principes généraux, on peut passer à la deuxième étape.
L'étape 2 se déroule intégralement dans la commission associée, où des amendements à la proposition sont proposés par les membres de la commission. Lors de cette étape, la proposition est étudiée en détail. Certaines propositions – ainsi que toutes les propositions urgentes – sont étudiées par une commission formée de l'ensemble du Parlement dans la chambre des débats. C'est le président du Parlement qui est chargé d'animer de telles séances.
L'étape 3 est l'étape finale de la proposition de loi, qui est étudiée devant l'ensemble du Parlement. Cette étape comprend deux parties : on apporte tout d'abord un certain nombre d'amendements à la loi, puis on vote pour cette loi dans son intégralité. Les membres de l'opposition peuvent proposer des amendements hostiles (wrecking amendments) à la loi, qui sont destinés à bloquer la progression de la loi et la retarder, afin qu'elle soit abandonnée faute d'avoir pu procéder au vote final. Après un débat portant sur la forme finale de la loi, les membres procèdent au vote lors du Decision Time et indiquent s'ils acceptent les principes généraux de la proposition finale.
Sanction royale Après que le loi a été votée, le Presiding Officer la soumet au monarque pour obtenir sa sanction royale, et elle devient alors une loi écossaise. Toutefois, cela ne peut avoir lieu que quatre semaines après le vote, période durant laquelle les officiers de justice du gouvernement écossais ou du gouvernement du Royaume-Uni réfèrent de la loi devant le Comité judiciaire du Conseil privé qui statue quant à la validité de la loi, et sa concordance avec le champ de compétence du Parlement. Les actes du Parlement écossais ne commencent pas par une formule introductive fixe, mais par une phrase indiquant : « The Bill for this Act of the Scottish Parliament was passed by the Parliament on [Date] and received Royal Assent on [Date] ».

## Formation du gouvernement

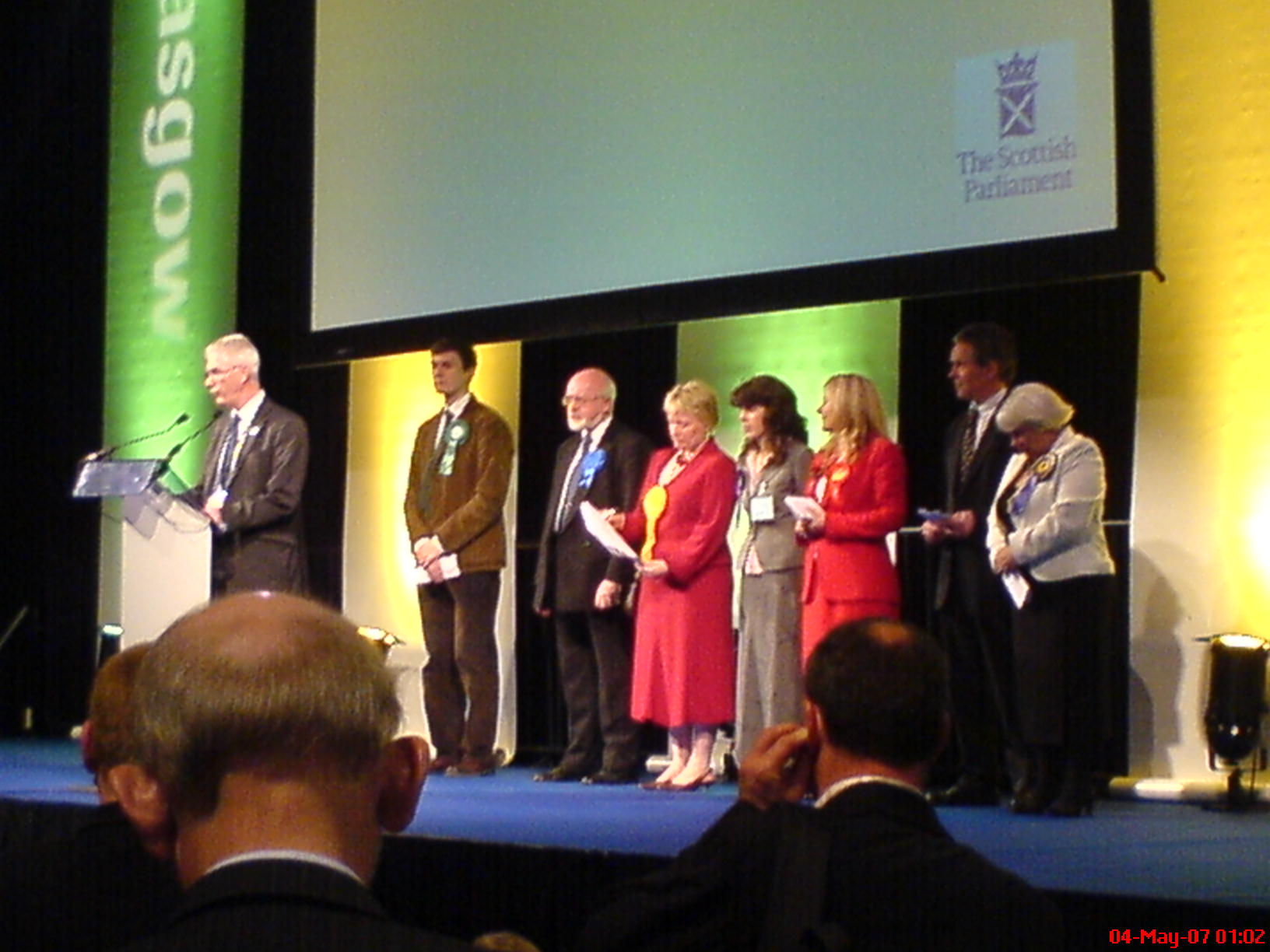
Résultat de la circonscription électorale de Kelvin déclaré lors de l'élection du Parlement écossais en 2007. Les élections générales ont lieu normalement le premier jeudi de mai tous les quatre ans.

Le ou les partis qui obtiennent la majorité des sièges au Parlement forment le gouvernement écossais. À la différence de nombreux systèmes parlementaires, le Parlement élit un premier ministre à partir d'un certain nombre de candidats après chaque élection générale. Tout membre peut se proposer pour l'élection du Premier Ministre, et tous les membres participent au vote. Normalement, le chef du parti majoritaire est élu à cette fonction, et prend la direction du gouvernement écossais. En théorie, le Parlement élit aussi les autres ministres écossais formant le gouvernement du pays, et siègent dans le cabinet écossais, mais ces ministres sont en pratique nommés par le Premier Ministre. Les autres ministres, qui ne disposent pas de cabinets et assistent les ministres principaux sont également nommés. La plupart des ministres et leurs « juniors » sont des membres du Parlement, à l'exception des conseillers juridiques d'Écosse : le Lord Advocate et l'avocat général. Tandis que le Premier Ministre choisit ses ministres – et peut décider de les démettre de leurs fonctions quand il le souhaite – c'est le souverain qui effectue la nomination et la destitution officielle de ces ministres.
En vertu du Scotland Act 1998, les élections générales ordinaires pour le Parlement écossais se tiennent le premier jeudi de mai tous les quatre ans (1999, 2003, 2007 et ainsi de suite). La date de scrutin peut toutefois être modifiée d'un mois maximum par le monarque sur proposition du président du Parlement. Si le Parlement lui-même décide qu'il doit être dissous (avec au moins les deux tiers des membres votant dans ce sens), où s'il ne parvient pas à nommer un Premier ministre dans un intervalle de 28 jours après une élection générale, le président du Parlement propose une date pour une élection extraordinaire et le Parlement est dissous par la reine par proclamation royale. Les élections extraordinaires s'ajoutent aux élections générales ordinaires, à moins qu'elles en se tiennent plus de six mois avant la date de la prochaine élection ordinaire, auquel cas elles les supplantent. L'élection ordinaire suivante aura lieu le premier jeudi de mai d'une année multiple de quatre après 1999 (par exemple le 5 mai 2011, 7 mai 2015, etc.).
Plusieurs procédures permettent au Parlement écossais d'intervenir auprès du gouvernement. Ainsi, le Premier Ministre et les membres de son cabinet peuvent être amenés à faire des déclarations qui pourront faire l'objet d'un questionnement par les membres du Parlement. Par exemple, au début de chaque année parlementaire, le Premier Ministre annonce à la chambre le programme législatif du gouvernement pour l'année à venir. Après avoir terminé sa déclaration, les chefs des partis d'opposition et les autres membres du Parlement l'interrogent en détail sur les points mentionnés dans le programme
Il y a également un temps prévu au sein des sessions parlementaire pour les interrogations au gouvernement. La « General Question Time » se déroule le jeudi entre 11 h 40 et 12 h et les membres peuvent à ce moment interroger directement les membres du gouvernement. À 14 h 30 se tient une session de 40 minutes, le « Question Time », durant lequel les membres peuvent questionner certains ministres choisis à l'avance sur des sujets tels que la santé, la justice, l'éducation et les transports. Entre 12 h et 12 h 30 le jeudi, alors que le Parlement siège, le Premier ministre dispose de son propre « Question Time ». Cela donne aux membres du gouvernement l'opportunité d'interroger directement le Premier ministre sur les sujets qui le concernent directement. Les chefs de l'opposition commencent généralement par poser des questions d'ordre général, puis des questions subsidiaires plus précises. Ces dernières permettent à l'opposition de mieux poser le problème. Les quatre questions générales qu'ils peuvent poser sont les suivantes :
- Demander au Premier ministre quels engagements il a prévu pour le reste de la journée ?
- Demander au Premier ministre quand est-ce qu'il a prévu sa prochaine rencontre avec le premier ministre du Royaume-Uni et de quels sujets il a prévu de parler ?
- Demander au Premier ministre quand est-ce qu'il a prévu sa prochaine rencontre avec le secrétaire d'État pour l'Écosse et de quels sujets il a prévu de parler ?
- Demander au Premier ministre quels sujets il compte aborder lors de la prochaine réunion du gouvernement ?

Les membres qui veulent traiter de questions d'ordre général, ou concernant le Premier ministre, doivent présenter leurs questions à l'avance aux clercs parlementaires, puis le président du Parlement réalise une sélection. Des questions écrites peuvent également être soumises aux ministres par les membres, et les questions et leurs réponses sont publiées par la suite dans l'Official Report.

## Membres, circonscriptions et système de vote
Les élections pour le Parlement écossais font partie des seules élections du Royaume-Uni à utiliser le scrutin mixte. Ce système utilise le principe du système mixte pour l'élection proportionnelle. Avec un tel système, les votants expriment deux votes : un pour un candidat individuel et un pour un parti politique.
Parmi les 129 membres du Parlement, 73 représentent les circonscriptions écossaises. Ils sont élus selon le système du scrutin uninominal majoritaire à un tour et sont appelés Constituency members (membres des circonscriptions). Les votants choisissent chacun un candidat pour leur circonscription, et le candidat ayant cumulé le plus de votes est élu. Les 73 circonscriptions représentées au Parlement écossais sont les mêmes que celles utilisées pour les élections du Parlement du Royaume-Uni avant la réduction du nombre d'élus écossais en 2005, à l'exception des Orcades et des Shetland qui disposent chacun de leur membre. Actuellement, les circonscriptions écossaises comprennent chacune en moyenne 55 000 électeurs. Comme ces circonscriptions tiennent compte de la répartition géographique de la population dans le pays, certaines circonscriptions ont une superficie plus petite, notamment dans les Central Lowlands, densément peuplées, quand d'autres circonscriptions sont beaucoup plus vastes, dans le nord et l'ouest du pays (Highland par exemple). Les archipels des Orcades, des Shetland et des Hébrides comprennent un nombre moins important d'électeurs mais ont tous un représentant au Parlement, du fait de leur population très disparate et de leur éloignement par rapport à Édimbourg. Si un membre élu dans une circonscription démissionne, un nouveau vote se tient dans la circonscription concernée.
Les 56 autres membres, appelés list members, sont élus suivant le système des membres additionnels, qui vise à contrer les distorsions créées lors des élections dans les circonscriptions en prenant en compte la proportionnelle. 7 membres sont ainsi élus dans chacune des huit régions électorales, dont les circonscriptions sont des divisions.
- Highlands et les Îles (en)
- Écosse du nord-est (en)
- Moyenne Écosse et Fife (en)
- Écosse de l'ouest (en)
- Glasgow (en)
- Écosse du centre (en)
- Écosse du sud (en)
- Lothians (en)

Chaque parti politique désigne une liste de candidats pour chacune de ces régions, et c'est à partir de ces listes que les membres sont élus. Quand un membre issu des listes démissionne, c'est la personne qui le suit sur la liste qui prend sa place.
Le nombre total de sièges au Parlement est alloué en fonction de la proportionnalité des votes du second vote suivant la méthode d'Hondt. Par exemple, pour déterminer à qui reviendra le premier siège, on divise le nombre de votes recueillis par chaque parti est divisé par un plus le nombre de sièges obtenus par le parti dans la région (on prend alors uniquement en compte les élus des circonscriptions). Le parti qui obtient le plus fort quotient obtient un siège, qui est alors ajouté à son nombre de sièges de membres de circonscriptions pour allouer le second siège de la même manière, et ainsi de suite jusqu'à ce que tous les sièges soient pourvus.
Comme pour la Chambre des communes, il faut respecter un certain nombre de conditions pour devenir membre du Parlement. Ces conditions sont indiquées dans le House of Commons Disqualification Act (en) et le British Nationality Act. Les membres doivent être âgés d'au moins 18 ans et doivent être citoyen du Royaume-Uni, d'Irlande ou d'un pays du Commonwealth, des territoires britanniques d'outre-mer, ou de l'Union européenne résidant au Royaume-Uni. Les membres de la police et des forces armées ne sont pas autorisés à siéger au Parlement écossais, tout comme les membres de législatures étrangères. Une personne ne peut non plus siéger au Parlement écossais si elle est jugée déséquilibrée suivant les termes de la Loi sur la bonne santé mentale (en).

## Élections

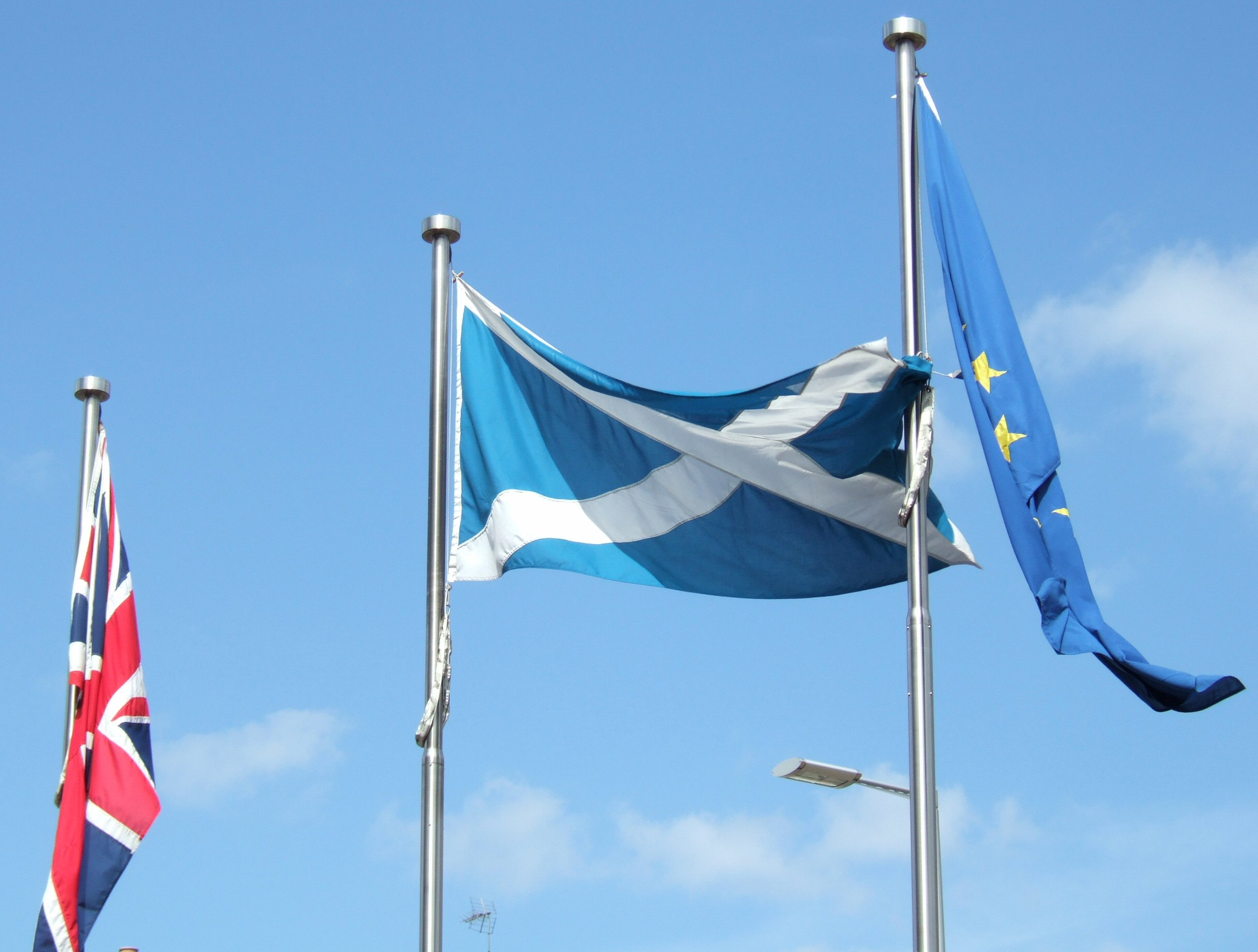
Les drapeaux britannique, écossais, et européen devant le Parlement.

Les élections des membres du Parlement écossais se tiennent tous les quatre ans, puis tous les cinq ans depuis 2011. Cinq élections ont d'ores et déjà eu lieu en 1999, 2003, 2007, 2011 et 2016. Comme pour toutes les élections au Royaume-Uni, certains citoyens du Commonwealth peuvent voter. Toutefois, au contraire cette fois des autres élections britanniques, les citoyens non-issus du Commonwealth membres d'un pays de l'Union européenne et domiciliés en Écosse ont le droit de voter pour ces élections. Ce n'est pas le cas d'électeurs vivant hors d'Écosse mais inscrits sur les listes électorales du pays, qui ne prennent pas part au vote.

## Composition
L'élection de mai 2011 a consacré la victoire du Parti national écossais (SNP) qui remporte 69 sièges, soit 21 sièges de plus que lors de l'élection de 2007. Le Parti travailliste écossais dispose de 37 sièges, soit 9 de moins qu'en 2003. Le Parti conservateur écossais et les Libéraux-démocrates écossais obtiennent respectivement 15 et 5 sièges, soit deux de moins et onze de moins respectivement. Quant aux partis minoritaires, le Parti vert écossais n'obtient que 2 sièges, le même qu'aux élections précédentes, et Margo MacDonald et sa liste indépendante conservent leur siège dans les Lothians.
| Parti | Parti                           | 1999 | 2003 | 2007 | 2011 | 2016 | 2021 |
| ----- | ------------------------------- | ---- | ---- | ---- | ---- | ---- | ---- |
|       | Parti travailliste              | 56   | 50   | 46   | 37   | 24   | 22   |
|       | Parti national écossais         | 35   | 27   | 47   | 69   | 63   | 64   |
|       | Parti conservateur              | 18   | 17   | 17   | 15   | 31   | 31   |
|       | Libéraux-démocrates             | 17   | 17   | 16   | 5    | 5    | 4    |
|       | Parti vert                      | 1    | 7    | 2    | 2    | 6    | 8    |
|       | Parti socialiste (SSP)          | 1    | 6    | 0    | 0    | 0    | 0    |
|       | Indépendants                    | 1    | 4    | 1    | 1    | 0    | 0    |
|       | Parti des seniors écossais (en) | 0    | 1    | 0    | 0    | 0    | 0    |

En 2007, des partis représentés durant le Parlement 2003-2007, tels que le Parti socialiste écossais, le Parti des seniors écossais (en) et Solidarité, ont eux perdu leurs sièges, tout comme les indépendants Campbell Martin (en) et Jean Turner (en). Deux autres indépendants, Brian Monteith et Dennis Canavan (en), s'étaient retirés avant l'élection.
Les conservateurs se retrouvent avec 17 sièges après l'élection, mais un de leurs membres, Alex Fergusson, élu dans la circonscription de Galloway and Upper Nithsdale (en), est nommé président du Parlement le 14 mai 2007. Pour respecter la stricte impartialité politique qui lui incombe, le président du Parlement accepte d'être suspendu de son parti pendant toute la période de son mandat. La représentation des conservateurs au Parlement est de ce fait réduite à 16 membres.
Conséquence du système de représentation proportionnelle, aucun parti ne dispose de la majorité absolue au Parlement en 2007. Le Parti national écossais est le parti le plus représenté, avec un siège de plus que le Labour, mais ils ne parviennent pas à s'allier à aucun des autres partis et forment une minorité, avec le soutien de deux membres du Parti vert écossais. Le chef du SNP, Alex Salmond, est élu premier ministre, au cours d'un vote qui s'est tenu le 16 mai 2007 et qui l'a vu gagné par 49 voix contre 46 (les libéraux démocrates, conservateurs et Margo MacDonald se sont abstenus).

Le parlement issu des élections de 1999.
Le parlement issu des élections de 2003.
Le parlement issu des élections de 2007.
Le parlement issu des élections de 2011.
Le parlement issu des élections de 2016.

## Critiques

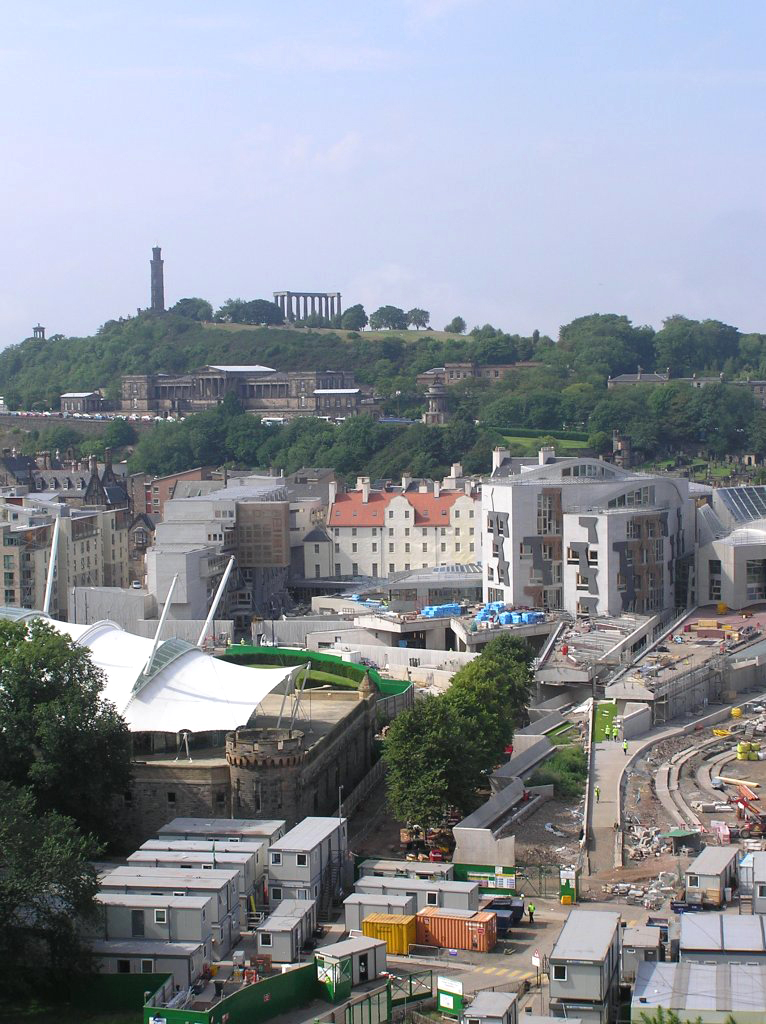
Le complexe du Parlement écossais imaginé par Enric Miralles à Holyrood Park en cours de construction. Le bâtiment est terminé en 2004. Devant et derrière le nouveau Parlement se trouve la Royal High School, dans un style néo-classique, qui avait été préparée plus tôt pour un Parlement dévolu précédent mais jamais utilisée.

La mort de Donald Dewar, alors Premier ministre d'Écosse, et la démission peu de temps après de son successeur, Henry McLeish, due à un scandale, l'Officegate (en), ont généré des controverses au cours des premières années de vie du Parlement.

### Un pas vers l'indépendance écossaise
Avant les élections générales au Royaume-Uni de 1997, un certain nombre de critiques populaires sont soulevées, notamment par le Parti conservateur, selon lesquelles la création de ce Parlement va conduire petit à petit à l'indépendance écossaise, et donne aux indépendantistes du Parti national écossais l'occasion de prendre le pouvoir. John Major, Premier ministre britannique conservateur avant mai 1997, a dans une réplique devenue célèbre annoncé que ce Parlement allait mettre un terme à « 1 000 ans d'histoire britannique », bien que l'acte d'union de l'Écosse ne date que de 300 ans. Le Parti travailliste, pour le Parlement, ont répliqué face à ces critiques que la « dévolution » allait fortement porter atteinte au SNP, et remédier au désir de se gouverner eux-mêmes qu'expriment les Écossais depuis très longtemps.

### Le problème des West Lothians
Autre conséquence de l'établissement d'un Parlement écossais qui suscite la polémique, le droit de ses membres à siéger parallèlement à la chambre des communes anglaise et de pouvoir ainsi voter sur les lois concernant l'Angleterre, le Pays de Galles, et l'Irlande du Nord, quand les membres élus dans ces pays n'ont aucun pouvoir pour voter sur la législation propre à l'Écosse. Cette problématique, connue en Angleterre comme la Question du West Lothian, vaut certaines critiques au système mis en place.

### Coût
Les coûts supplémentaires liés à la construction du nouveau Parlement ont également fait l'objet de vives critiques. Le bâtiment imaginé par Miralles a enfin pu accueillir les membres du Parlement le 7 septembre 2004, avec 3 ans de retard. Le coût final est estimé à 431 millions de livres sterling, alors que le White Paper avait estimé que la construction d'un nouveau bâtiment aurait un coût de 40 millions de livres, et l'on pensait alors que la Royal High School (depuis renommée New Parliament House) serait utilisée. Après le référendum établissant la dévolution, il est dit que la High School était trop petite pour accueillir le Parlement, et on commença alors à négocier la construction d'un nouveau site. Cela conduit les médias et les critiques à considérer que ce bâtiment est 10 fois plus coûteux que le budget initial. Le bâtiment de Miralles a en fait coûté 109 millions de livres, avant d'importants agrandissements
Le surcoût de ce bâtiment a amené l'opinion publique à douter de la capacité du gouvernement écossais à gérer des projets de construction majeurs. Finalement, le coût de 431 millions de livres peut être comparé à celui de la Portcullis House – un nouveau bâtiment devant abriter des bureaux à Westminster – construit pour 200 membres de parlement pour un coût de 250 millions d'euros, dont 100 millions dépensés pour le placage en bronze, aux 250 millions dépensés pour le redéveloppement du Reichstag allemand, aux 40 millions de livres allouées à la construction de l'Edinburgh International Conference Centre et aux 800 millions de livres consacrés à la construction du Millennium Dome.
L'enquête de l'ancien Lord Advocate Peter Fraser publiée le 15 septembre 2004 et qui a identifié les mauvais choix de gestion réalisés lors de la construction estime que 181 millions de livres ont été gaspillés.

## Féminisation
| Année            | 1999 | 2003 | 2007 | 2011 | 2016 | 2021 |
| ---------------- | ---- | ---- | ---- | ---- | ---- | ---- |
| Nombre de femmes | 48   | 51   | 43   | 45   | 45   | 58   |
| Pourcentage      | 37   | 40   | 33   | 35   | 35   | 45   |